# Spiradiclis seshagirii
Spiradiclis seshagirii är en måreväxtart som beskrevs av Debendra Bijoy Deb och Rout. Spiradiclis seshagirii ingår i släktet Spiradiclis och familjen måreväxter.
Artens utbredningsområde är Arunachal Pradesh. Inga underarter finns listade i Catalogue of Life.